# Lyudmila Ivanovna Chernykh
Lyudmila Ivanovna Chernykh (russo: Людмила Ивановна Черных, ucraniano: Людми́ла Іва́нівна Черни́х, Liudmyla Ivanivna Chernykh, Shuya, Óblast de Ivanovo, 13 de junho de 1935) foi uma astrônoma russa de origem ucraniana.
Em 1959, Chernykh se graduou na Universidade Pedagógica do estado de Irkutsk. Entre 1959 e 63 ela trabalhou no Laboratório de Tempo e Frequência e no Instituto de Pesquisa de Medidas Físico-Técnicas e Radiotécnicas, ambos em Irkutsk, onde fez observações astrométricas para o Serviço do Tempo.
Entre 1964 e 1998 ela foi a trabalhadora científica (um prêmio) do Instituto de Astronomia Teórica da Academia de Ciências da URSS (Academia Russa de Ciências desde 1991), trabalhando na base de observação do Observatório Astrofísico da Criméia, na localidade de Nauchny. Desde 1998 era trabalhadora científica do observatório.
Era esposa do ex-colega Nikolai Stepanovich Chernykh. O asteróide 2325 Chernykh foi nomeado em sua honra. Lyudmila também descobriu diversos outros asteróides, incluindo os asteróides Apollo 2212 Hephaistos e 3147 Samantha.